# 葛恒
葛恒（1485年—？），字志貞，號石涯，江蘇无锡人，明朝政治人物、進士出身。

## 生平
治《詩經》，行三，由縣學增廣生中式應天府鄉試第九十六名舉人，年二十四歲中式正德三年（1508年）戊辰科會試第三百三名，第二甲第三十七名進士。历任刑部郎中，正德十二年（1517年）担任泉州府知府，为官廉洁清正。官至广西布政使司参政。

## 家族
曾祖葛文晟。祖葛浩，按察司经历贈文林郎。父葛桧，義官。前母陳氏、沈氏；母陳氏。重庆下，兄葛颐、葛泰、弟葛豫、葛咸、葛謙、葛晋。叔葛嵩，弘治進士。女婿安如磐、秦禾。